# 歌川芳仙
歌川 芳仙（うたがわ ほうせん、生没年不詳）とは、江戸時代末期の浮世絵師。

## 来歴
歌川国芳の門人、歌川の画姓を称し一神斎と号す。作画期は幕末とされる。明治6年（1873年）建立の一勇斎歌川先生墓表に、国芳門人として「芳仙」の名があるが、その他の経歴や作については不明。『原色浮世絵大百科事典』第2巻は名を「よしせん」とも読む。